# SIDAM 25
SIDAM 25 ist ein Flugabwehrpanzer, der von der italienischen Firma Oto Melara in den 1980er-Jahren entwickelt wurde. Die Bezeichnung steht als Abkürzung für Sistema Italiano di Difesa Aerea Mobile sowie für das Kaliber der Bewaffnung.

## Geschichte
Während die italienische Luftwaffe zu Zeiten des Kalten Krieges in Norditalien mit ihren Nike-Hercules-Einheiten zusammen mit den Hawk- und dann auch Spada-Raketen des Heeres einen recht wirksamen Flugabwehrraketen-Gürtel aufgebaut hatte, fehlte es den italienischen Heeresbrigaden an mobilen Flugabwehrwaffen. Im Bereich der Gebirgs- und Fallschirmjäger sowie bei der motorisierten Infanterie wirkte man dem mit der Beschaffung von tragbaren Stinger-Raketen entgegen. Für die gepanzerten und mechanisierten Brigaden zog man zunächst den sehr schlagkräftigen Flugabwehrpanzer Otomatic mit seinem modifizierten 76/62 Compact-Schiffsgeschütz in Betracht, verzichtete dann jedoch aus Kostengründen. Stattdessen orientierte man sich sowohl am amerikanischen M163 Vulcan als auch am sowjetischen ZSU-23-4. Bereits in Dienst stehende Transportpanzer vom Typ M113 wurden leicht modifiziert und mit einer 25/80-mm-Vierlingsflak Oerlikon KBA ausgerüstet. Von diesem als SIDAM 25 bezeichneten Flakpanzer wurden zwischen 1987 und 1993 insgesamt 275 Fahrzeuge in Dienst gestellt. Ursprünglich sollte jede gepanzerte oder mechanisierte Brigade eine mit dem SIDAM 25 ausgerüstete Flugabwehrbatterie erhalten, dann wurden sie nach Ende des Kalten Krieges und der Heeresverkleinerung in zwei Flugabwehrregimentern konzentriert, wo sie nach der Jahrtausendwende schrittweise außer Dienst gestellt wurden.
Das gesamte SIDAM-Projekt war sehr umstritten, vor allem wegen des relativ geringen Munitionsvorrates der Fahrzeuge (630 Schuss) und mangels eigenem Radar. Die Zielerfassung erfolgt durch Suchradar-Anlagen auf Batterie-Ebene, was den wirksamen mobilen Einsatz benachteiligt. Die Flakpanzer verfügen über einen digitalen Feuerleitrechner, einen Laser-Entfernungsmesser und ein Nachtsichtgerät. Insgesamt standen Kostenaufwand und Ertrag trotz aller Sparbemühungen in keinem angemessenen Verhältnis zueinander.

## Kampfeinsätze
Der SIDAM 25 wird von der Ukraine im Russisch-Ukrainischen Krieg eingesetzt. Laut dem Oryx-Blog gingen mit Stand Juni 2025 mindestens vier Fahrzeuge verloren.